# Teiera (asterismo)

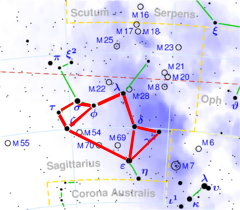
L'asterismo della Teiera

L'asterismo della Teiera è composto da un gruppo di otto stelle appartenenti alla costellazione del Sagittario; è così chiamato perché riproduce molto fedelmente una teiera, il cui vapore è formato dall'insieme di nubi stellari della Via Lattea, qui particolarmente luminosa.
Nella tradizione delle costellazioni cinesi questo asterismo è conosciuto come "Orsa meridionale".

## Osservazione
L'asterismo si trova interamente nell'emisfero australe, ma è ben osservabile anche da gran parte delle regioni temperate boreali fino al 50º di latitudine nord; i mesi ideali sono quelli estivi boreali nell'emisfero nord, mentre in quello sud si può osservare bene per più tempo.

## Composizione
L'asterismo comprende le tre stelle che nella figura tradizionale del Sagittario raffigurano l'arco, ossia λ Sagittarii, δ Sagittarii ed ε Sagittarii, oltre a γ Sagittarii, che rappresenta la parte anteriore, e le quattro stelle φ Sagittarii, σ Sagittarii, τ Sagittarii e ζ Sagittarii che rappresentano il manico della teiera.

## Oggetti del profondo cielo
L'area in cui è visibile la Teiera è conosciuta presso gli astrofili e gli astronomi per l'elevato numero di ammassi globulari qui presenti, come il brillante M22, a nord, e M54, M69 e M70, a sud.
Non lontano dall'asterismo si possono trovare: M18 , M21 , M23 , M6 , M7 , M24 , M25 , M17, M20 (Nebulosa Trifida), M16 (Nebulosa Aquila ) e altri oggetti 